# Фломастер

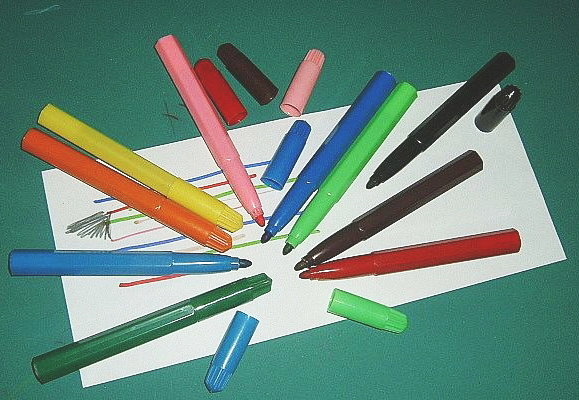
Фломастеры

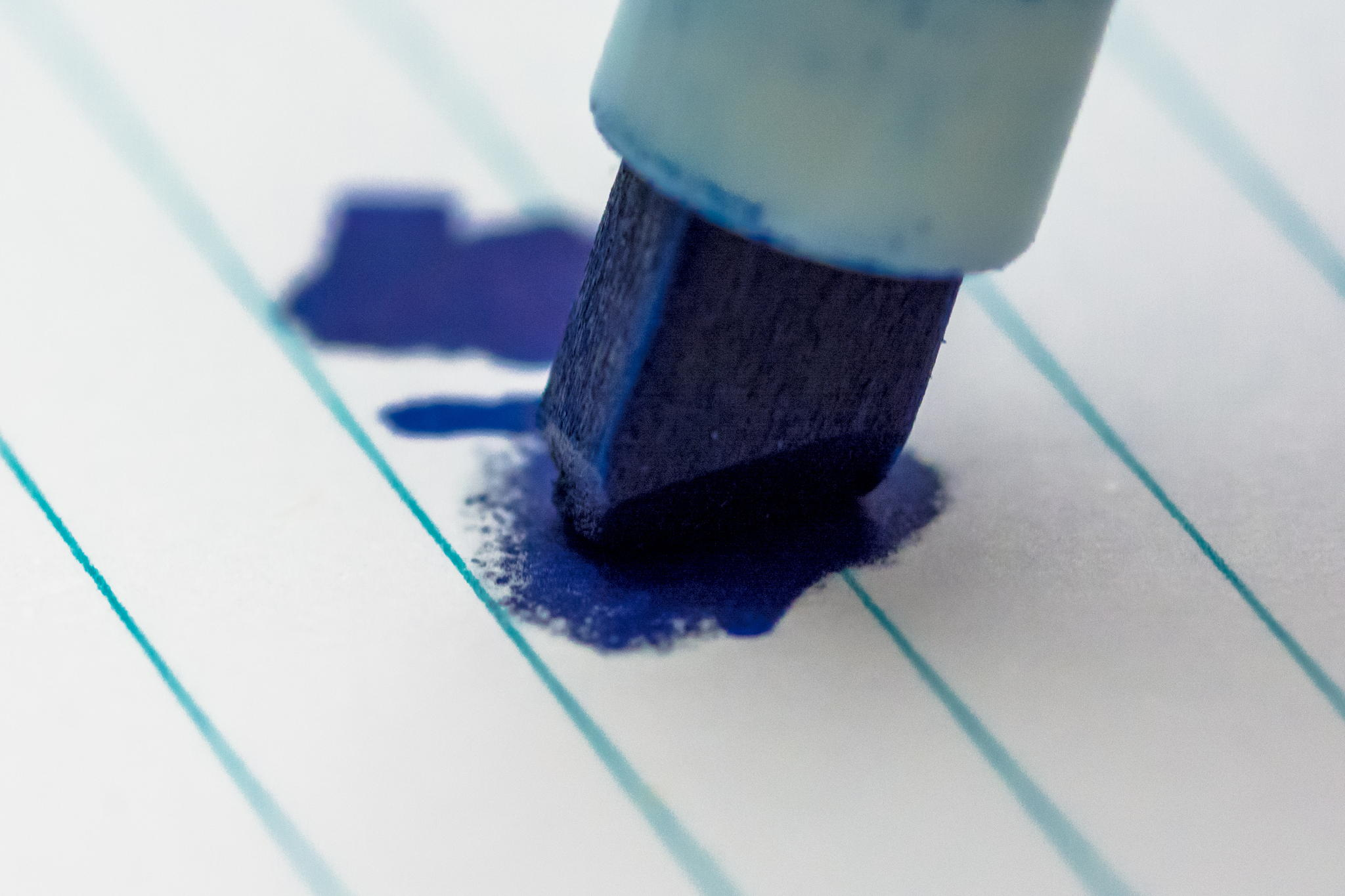
Перо синего маркера крупным планом

Флома́стер (происходит от торговой марки Flo-Master), также ма́ркер, от mark с англ. — «метка, пометка») — инструмент для письма и рисования при помощи краски, стекающей из резервуара к наконечнику из пористого материала — нейлона или войлока.
В Европу был привезён из Японии немецкой компанией Edding в 1950 году.

## Классификация

### Виды
Фломастерами называют несколько видов пишущих принадлежностей:
- фломастеры для рисования;
- стираемые маркеры для досок;
- текстовыделители;
- традиционные фломастеры с вентилируемыми и невентилируемыми колпачками;
- толстые фломастеры;
- фломастеры с эффектами акварели;
- фломастеры для работы по текстилю;
- фломастеры с дополнительными эффектами;
- «волшебные» фломастеры — меняющие цвета.

### Классификация наборов
- по цветности (обычно 6, 10, 12, 18, 24, 36 цветов);
- по типу упаковки (блистер, картонная коробка, пластиковая упаковка, упаковка в виде пенала, в виде сумочки и другие);
- по форме (круглые, шестигранники, трёхгранные);
- по типу колпачка (с вентилируемым и невентилируемым колпачком).

## Крупные товарные знаки производителей
- Copic
- F.I.L.A. Group
- Faber-Castell